# Palazzolo Milanese
Palazzolo Milanese (Parazzoeu in dialetto milanese, AFI: [paraˈʦøː]) è una frazione del comune di Paderno Dugnano. Sorge lungo il fiume Seveso e l'antica strada Comasinella, e dista da Milano 11 km.

## Storia

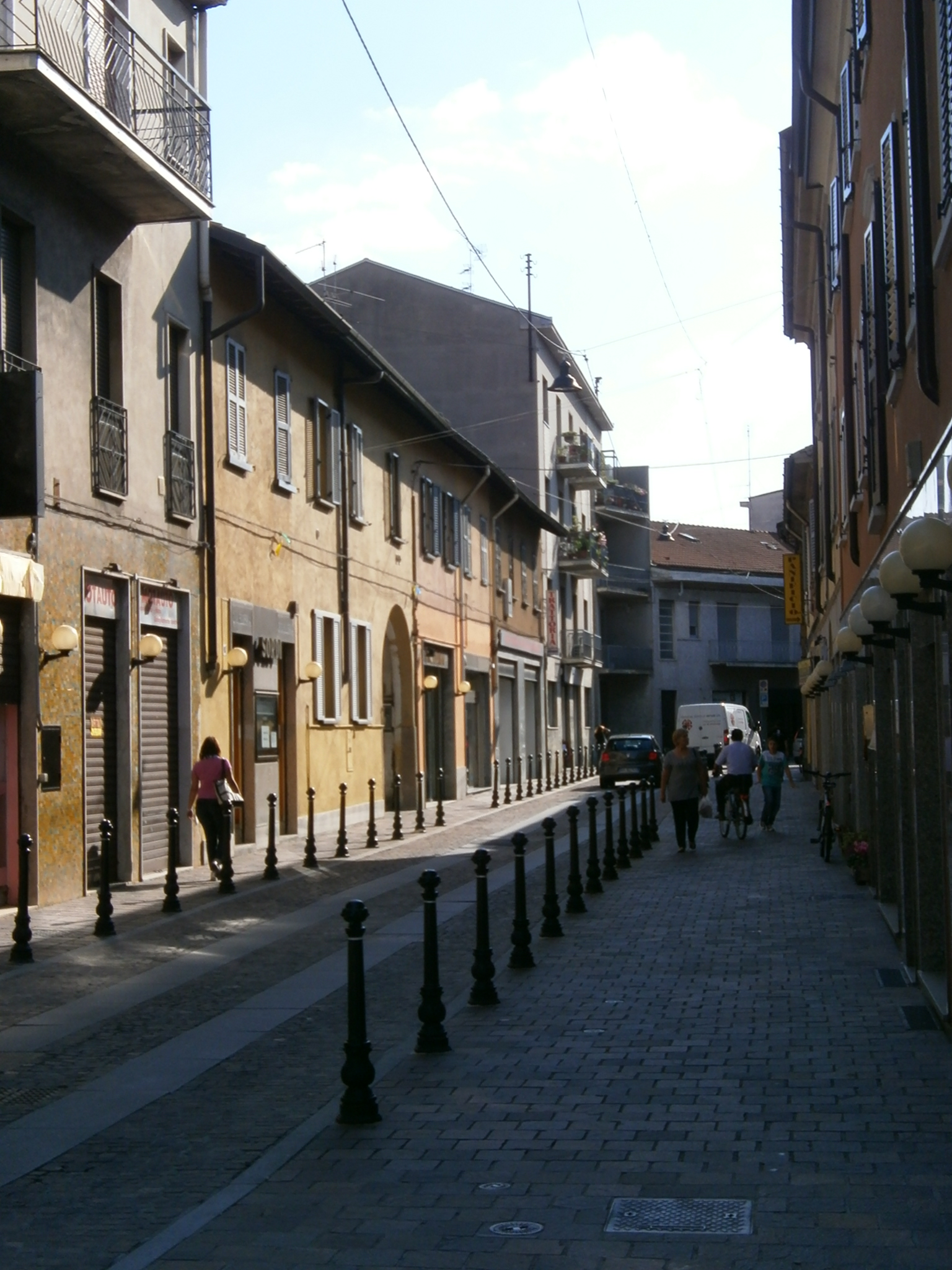
Via Alessandro Coti Zelati, la strada centrale di Palazzolo

Palazzolo era una località agricola di antica origine. Nell'ambito della suddivisione in pievi del territorio milanese, apparteneva alla pieve di Desio e aveva una sua ben definita individualità, essendo anche parrocchia oltre che comune.
Registrata agli atti del 1751 come un villaggio milanese di 612 abitanti, alla proclamazione del Regno d'Italia nel 1805 la località risultava avere 640 residenti. Nel 1808 la parrocchia di Palazzolo viene elevata a prepositura, divenendo così di fatto indipendente dalla pieve di Desio.
In età napoleonica, nel 1810, Palazzolo fu aggregata a Cassina Amata ma due anni dopo, quando Cassina Amata fu a sua volta sottoposta a Senago, Palazzolo divenne frazione di Varedo, recuperando infine l'autonomia nel 1816 dopo la costituzione del Regno Lombardo-Veneto.
Nel 1853 il comune di Palazzolo contava 1 128 abitanti mentre nel 1861 ne aveva 1258, e nel frattempo il suo nome fu modificato aggiungendogli Milanese per distinguerlo da altri centri omonimi. Nel 1869 Palazzolo Milanese venne aggregato al comune di Paderno Milanese, denominato dal 1886 come Paderno Dugnano.
Il 30 maggio 1917 la frazione di Palazzolo Milanese fu toccata da una grave tragedia quando durante una piena del Seveso  crollò un vecchio ponte di legno sul fiume causando la morte di sedici persone accorse sul posto per osservare l'eccezionale ondata di piena. Successivamente il ponte venne ricostruito in mattoni così come un breve tratto del canale Villoresi intersecante il corso del fiume Seveso in prossimità del luogo della tragedia.

## Località
È ancora visibile il centro storico, chiamato Borghetto, che sorge nelle adiacenze della Chiesa Prepositurale di San Martino dedicata anche alla Madonna Addolorata. Il santo patrono di Palazzolo è infatti San Martino da cui prende il nome anche l'omonima parrocchia. L'oratorio dedicato alla Sacra Famiglia (chiamato anche OPM acronimo di Oratorio Palazzolo Milanese) è situato nella via dietro la chiesa insieme all'asilo dell'Immacolata.
è una frazione di Paderno Dugnano e confina con Senago, Varedo, Limbiate, Cassina Amata.
A Palazzolo Milanese è presente anche una stazione ferroviaria della ferrovia Milano-Asso (linee suburbane S2 e S4) delle Ferrovie Nord Milano.